# Верхні Горки (Калузька область)
Верхні Горки (рос. Верхние Горки) — присілок в Малоярославецькому районі Калузької області Російської Федерації.
Населення становить 68 осіб. Входить до складу муніципального утворення Селище Дєтчино.

## Історія
Від 2004 року входить до складу муніципального утворення Селище Дєтчино.

## Населення
| 2002 | 2010 |
| ---- | ---- |
| 54   | ↗68  |